# 杰拉的阿波罗多拉斯
阿波罗多鲁斯 (杰拉)(Apollodorus of Gela；前342年—前290年)，约活动于公元前4世纪前后。古希腊新喜剧诗人之一，他与剧作家米南德活动于同一时期，并且为其侪辈，由于他的传世作品较少，故远不如后者闻名，同时因历史记载较为简略，因此后人对其事迹难以详考。